# ملتزم (كعبة)

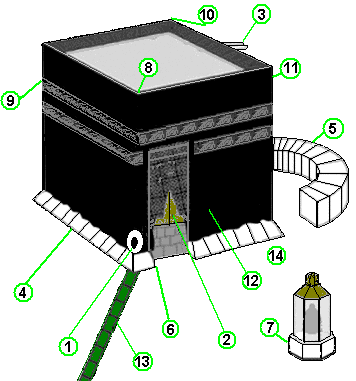
6- الملتزم.

الملتزم هو مكان بين الحجر الأسود و باب الكعبة وطوله أربعة أذرع (متران تقريبا)، فعن ابن عباس أنه قال: «الملتزم ما بين الركن والباب». وهو موضع إجابة الدعاء ويسن به الدعاء مع إلصاق الخدين والصدر والذراعين والكفين، وكان ابن عباس يفعله ويقول: «لا يلتزم ما بينهما أحد يسأل الله شيئاً إلا أعطاه الله إياه»،
كما ورد أن عبد الله بن عمرو بن العاص طاف وصلى ثم استلم الركن ثم قام بين الحجر والباب فالصق صدره ويديه وخده اليه ثم قال: «هكذا رأيت رسول الله يفعل». وقال أبو الزبير رأيت عبد الله بن عمر وابن عباس وعبد الله بن الزبير ما يلتزمونه. وقال ابن عباس: «أن ما بين الحجر والباب لا يقوم فيه إنسان فيدعو الله بشيء إلا رأى في حاجته بعض الذي يحب».